# Chrysonotomyia disticha
Chrysonotomyia disticha är en stekelart som beskrevs av Christer Hansson 2004. Chrysonotomyia disticha ingår i släktet Chrysonotomyia och familjen finglanssteklar.
Artens utbredningsområde är Costa Rica. Inga underarter finns listade i Catalogue of Life.